# Schwarzenborn
Schwarzenborn là một đô thị ở huyện Bernkastel-Wittlich trong bang Rheinland-Pfalz, Đức. Đô thị Schwarzenborn có diện tích 5,13 ki-lô-mét vuông, dân số thời điểm 31 tháng 12 năm 2006 là 52 người.